# Rebelión tuareg de 2012
La rebelión tuareg de 2012 fue una guerra de independencia contra el gobierno de Malí que tuvo lugar en la región del Azawad, en el desierto del Sahara. Está considerada como la cuarta rebelión tuareg. Es encabezada por el Movimiento Nacional para la Liberación del Azawad (MNLA), que es la encarnación más reciente de una serie de rebeliones anteriores llevadas a cabo por las poblaciones nómadas tuareg, revueltas que llevan teniendo lugar al menos desde 1916. El MNLA está formado por antiguos insurgentes, así como por un número significativo de soldados retornados y fuertemente armados que lucharon tanto para el Consejo Nacional de Transición como para el ejército libio durante la guerra de Libia de 2011.
El 22 de marzo, el presidente Amadou Toumani Touré fue depuesto por un golpe de Estado como consecuencia de su gestión de la crisis, un mes antes de que las elecciones presidenciales tuvieran lugar. Un grupo de soldados amotinados, bajo la bandera del Consejo Nacional para la Restauración de la Democracia y el Estado (CNRDR), suspendieron la Constitución de Malí. No obstante, el 1 de abril se anunció que esta suspensión sería revertida.
El grupo islamista Ansar Dine se unió posteriormente a la rebelión, reclamando el control de importantes zonas del territorio, siendo su control disputado por el MNLA. Como consecuencia de la inestabilidad que siguió al golpe de Estado, las tres principales ciudades del norte de Malí, Kidal, Gao y Tombuctú, fueron tomadas por los rebeldes en tres días consecutivos. El 5 de abril, tras la captura de Douentza, el MNLA afirmó que había completado sus objetivos y realizó un llamamiento para frenar la ofensiva. El día siguiente, proclamó la independencia del Azawad de Malí.
Tras la finalización de las hostilidades con el ejército de Malí, sin embargo, los elementos nacionalistas tuareg e islamista de la rebelión fueron incapaces de reconciliar sus respectivas visiones contradictorias sobre la pretendida nueva nación. El 27 de junio, los islamistas del Movimiento para la Unicidad y la Yihad en África Occidental mantuvieron un choque armado con el MNLA en la batalla de Gao, hiriendo al secretario general del MNLA Bilal Ag Acherif y tomando control de la ciudad. Los choques y tensiones entre las diferentes facciones continuaron.
Para el 17 de julio de 2012, los rebeldes tuareg habían sido expulsados por su aliados originales, los islamistas de Ansar Dine y Al Qaeda en el Magreb Islámico. Así, el resultado inesperado del levantamiento tuareg y del colapso del estado de Malí tras el golpe de Estado fue la creación de un mini estado fundamentalista islámico en el norte del país.
El 11 de enero de 2013 el presidente de Malí le pidió al presidente de Francia François Hollande la intervención militar de Francia para detener a los grupos armados lanzada inicialmente por los islamistas y los rebeldes tuareg, pero capitalizada en los últimos días por grupos armados como Al Qaeda en el Magreb Islámico y Ansar Dine, que tomaron el control de todo el norte de Malí. Hollande acató la petición y expresó que haría la ofensiva con el consentimiento del Consejo de Seguridad de las Naciones Unidas. Con ello comenzaron los combates el 13 de enero de 2013 y a Francia se sumaron las tropas africanas de la ECOWAS con respaldo logístico de Estados Unidos, Canadá y la Unión Europea.

## Antecedentes
El MNLA es una rama del movimiento político conocido como Movimiento Nacional por el Azawad (MNA) previo a la insurgencia. Algunos de los miembros del movimiento habían estado previamente presos. Tras el final de la guerra de Libia de 2011, una ingente cantidad de armas entró por la frontera con Libia en Malí, armando a la comunidad tuareg en su demanda por la independencia de la región del Azawad. Se afirma que buena parte de los retornados de Libia habrían regresado por motivos económicos, como la pérdida de sus ahorros, así como consecuencia del racismo de los combatientes y milicias del Consejo Nacional de Transición.
La fuerza de este levantamiento y la utilización de armamento pesado, elementos que no habían estado presentes en anteriores conflictos tuareg, son considerados como "sorprendentes" por los oficiales malienses y por los observadores. Aunque dominado por los tuaregs, el MNLA reivindica representar a otros grupos étnicos igualmente y se ha informado que algunos líderes árabes se habrían unido al mismo. El líder del MNLA, Bilal Ag Acherif, dijo que en Malí correspondía dar la autodeterminación a los pueblos del Sahara o bien ellos mismos la tomarían.
Otro grupo mayoritariamente tuareg, el islamista Ansar Dine (Defensores de la Fe), también combate al Gobierno de Malí. Sin embargo, de acuerdo con la BBC, a diferencia del MNLA no busca la independencia sino la imposición de la Sharia en todo Malí. Este grupo, no obstante, busca imponer la ley islámica en todo el territorio, de acuerdo al portavoz Ag Aoussa. Este está, al mismo tiempo, estrechamente alineado con el líder del movimiento, Iyad Ag Ghaly, quien fue parte de la rebelión tuareg de comienzos de los años noventa y se cree que está vinculado a Al Qaeda del Magreb Islámico (AQMI), organización liderada por su primo Hamada Ag Hama.
También se ha afirmado que Iyad Ag Ghaly estaría relacionado con el Departamento de Información y Seguridad de Argelia desde 2003. Además, existen informes de la presencia militar de Argelia en la zona el 20 de diciembre de 2011. Aunque Malí afirma que fueron en coordinación contra AQMI, no se reportaron ataques en la región en aquel momento. Es más, el MNLA protestó incluso que el Gobierno de Malí no hubiera hecho lo suficiente para luchar contra AQMI. La población local cree que esta presencia podría estar relacionada con la promesa del MNLA de extirpar AQMI, quien estaría relacionada con el tráfico de droga con la connivencia de altos mandos del ejército, lo que estaría amenazando con convertir Malí en un narcoestado. En marzo, se rumoreó que el MNLA se habría roto en facciones, de acuerdo a fuentes del Gobierno de Malí, tomando el control de la región Ansar Dine tras la captura de varias ciudades, anteriormente atribuida al MNLA.

## Curso del conflicto

### Enero

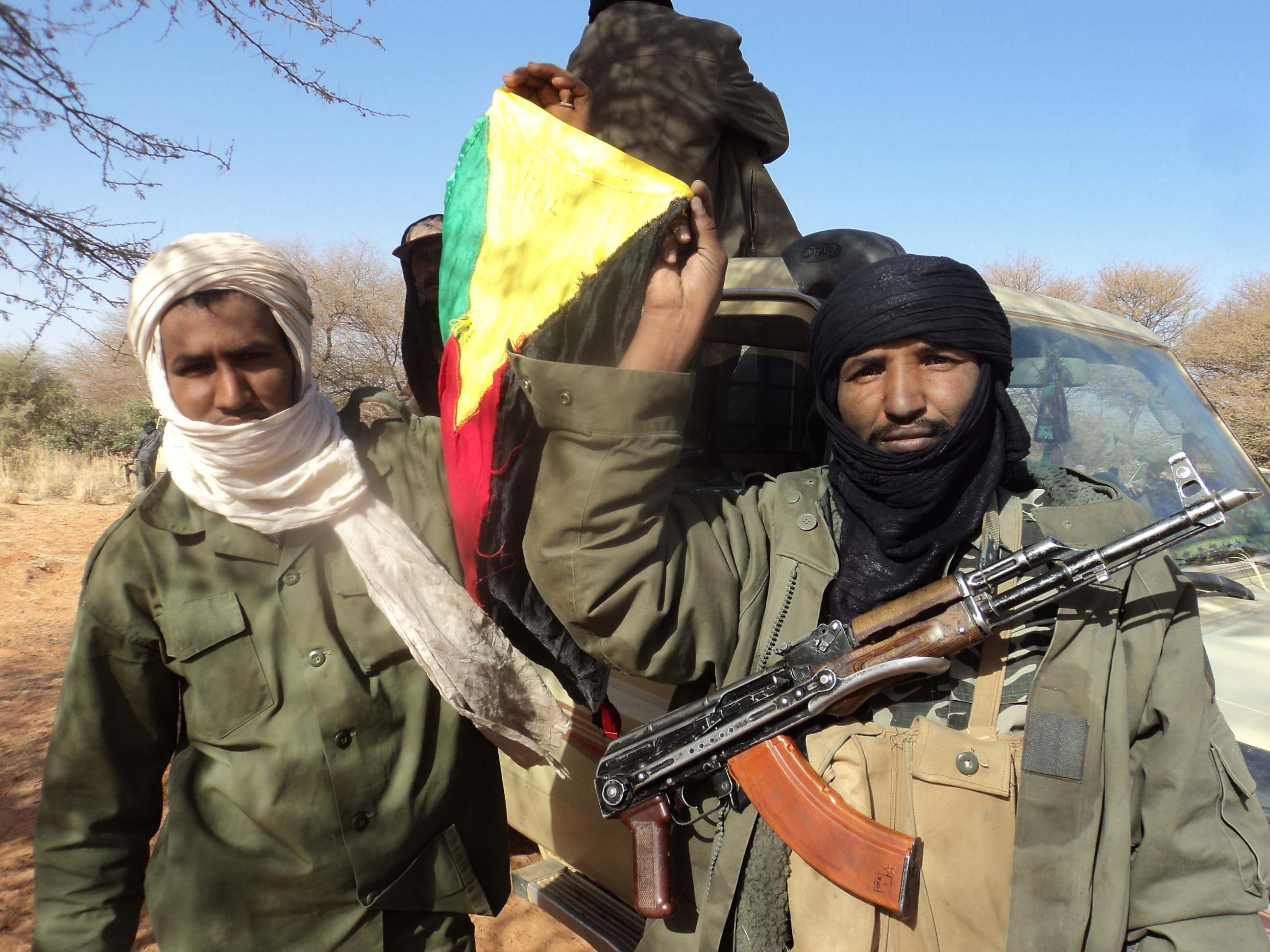
Rebeldes del Awazad en Malí, enero de 2012

De acuerdo a Stratfor, los primeros ataques tuvieron lugar en Ménaka el 16 y 17 de enero. El 17 de enero se reportaron ataques en Aguelhok y Tessalit. El Gobierno de Malí afirmó que había recuperado el control de las tres ciudades el día siguiente. El 24 de enero los rebeldes retomaron Aguelhok una vez que el ejército maliense se quedó sin munición. El día siguiente el Gobierno de Malí volvió a recapturar la ciudad.
El 26 de enero, los rebeldes atacaron y tomaron el control de las localidades norteñas de Andéramboukane y Léré tras choques con el ejército. Stratfor también informó de un ataque en Niafunké el 31 de enero. AFP informó que los rebeldes habían capturado Ménaka el 1 de febrero.
El 13 de febrero, la emisora de radio francesa RFI informó que el ejército maliense había reportado que el MNLA había ejecutado a sus soldados el 24 de enero cortándoles el cuello o disparándoles en la cabeza. El ministro de Desarrollo francés Henri de Raincourt mencionó que habría alrededor de 60 muertos, mientras que un oficial maliense implicado en el enterramiento de los cadáveres dijo a AFP que 97 soldados habían sido ejecutados, un número más alto de la estimación previa de 40 soldados muertos. Modern Ghana afirmó que la cifra de muertos sería de 82. No obstante, la evidencia no fue verificada y fue parcialmente refutada como una "fabricación" por el MNLA. Los habitantes locales dijeron que solo habían muerto soldados en combates con AQMI, quien sería responsable de la "masacre". No existe precedente que indicara que los tuaregs pudieran tomar este tipo de medidas, solo AQMI ha realizado este tipo de ejecuciones en el pasado.
Malí lanzó operaciones de contraataque por tierra y aire para tratar de tomar el territorio, mientras que las protestas arreciaban en Bamako y Kati. Touré reorganizó entonces al alto mando para el combate contra los rebeldes.

### Febrero
El 1 de febrero, el MNLA tomó control de la ciudad de Menaka en el momento en que el ejército maliense llevaba a cabo, según sus términos, una retirada táctica. La violencia en el norte llevó aumentar las protestas en la capital, Bamako. Docenas de soldados malienses murieron en combates en. Siguiendo a las protestas en Bamako, el ministro del Interior pasó a ocupar la cartera de Defensa. El Presidente de Malí, Amadou Toumani Touré, también hizo un llamamiento a la población a no atacar a ningún grupo étnico en particular, después de que algunas propiedades tuareg hubieran sido atacadas durante las protestas en Bamako.
El 4 de febrero, los rebeldes afirmaron que estaban atacando la ciudad de Kidal, mientras que el ejército de Malí afirmaba que sus tropas estaban disparando fuego pesado para evitar que la ciudad fuera atacada. Como resultado de los combates, 3.500 civiles dejaron la ciudad para cruzar la frontera con Mauritania. Previamente, y tras los ataques a Menaka y Andéramboukane, un número estimado de 10.000 civiles habían huido hacia campos de refugiados en Níger. Fuentes oficiales malienses informaron que 20 rebeldes tuareg habían sido muertos por el ejército en la región de Tombuctú, la mayor parte ejecutados por fuego de helicóptero.
Los rebeldes tuareg lanzaron una nueva ofensiva mayor contra las fuerzas de seguridad y militares malienses en un intento de tomar la ciudad norteña de Kidal al despuntar del día 6 de febrero. Algunos tuareg leales decidieron huir de la ciudad hacia Bamako, temiendo represalias tras violentas manifestaciones en la primera semana de febrero. Los rebeldes tuareg se habían visto apoyados por la llegada de numerosos combatientes fuertemente armados desde Libia.
El 8 de febrero, el MNLA tomó la ciudad fronteriza entre Malí y Argelia de Tinzaouaten, cuando los soldados malienses comenzaron a cruzar hacia Argelia. Un portavoz rebelde dijo que habían sido capaces de recuperar el armamento y vehículos militares encontrados en el campamento militar de la ciudad. La lucha por esta población terminó con un soldado y un rebelde causando baja. Durante este mes, Niafunké también fue capturada y perdida por los rebeldes.
El 23 de febrero, una niña fue asesinada y diez mujeres y sus niños heridas cuando la fuerza aérea maliense bombardeó un campamento del norte, de acuerdo a Médecins Sans Frontières. El MNLA acusó de modo repetido al Gobierno de Malí de bombardeos indiscriminados pilotados por mercenarios extranjeros.

### Marzo: días previos al golpe de Estado
El 4 de marzo, una nueva serie de combates fueron reportados cerca de la anteriormente rebelde localidad de Tessalit. Al día siguiente, tres unidades del ejército de Malí tuvieron que desistir el asedio. La Fuerza Aérea de los Estados Unidos proveyó con suministros mediante C-130 en apoyo de los soldados malienses acorralados.
El 11 de marzo, el MNLA recapturó Tessalit y su aeropuerto tras el fracaso de los esfuerzos del Gobierno y sus aliados para dotar de suministros a la ciudad, huyendo las tropas armadas malienses hacia la frontera con Argelia. El MNLA anunció que también había capturado numerosos soldados, así como armas ligeras y pesadas y vehículos blindados. Alrededor de 600 combatientes tuareg participaron en la batalla.
Los rebeldes avanzaron hasta unos 125 kilómetros de Tombuctú y su avance no se vio comprometido cuando entraron, sin combatir, en las ciudades de Diré y Goundam. Una fuente militar malienses dijo que a medida que estas ciudades eran tomadas el ejército planeaba defender Niafunké. El periódico francés Libération también informó de sobre la reivindicación de los rebeldes de que en ese momento controlaban un tercio de Malí y que el ejército maliense tenía grandes dificultades para contraatacar. Uno de los tres helicópteros del gobierno manejado por mercenarios ucranianos también estaba averiado, mientras que los otros dos eran mantenidos para defender el sur. Ansar Dine también reivindicó haber tomado el control de la frontera entre Malí y Argelia. Se reportó que sus líderes estaban planeando un intercambio de prisioneros con el Gobierno de Malí.

### Golpe de Estado
El 21 de marzo, mientras que un encuentro ministerial de la Unión Africana (UA) estaba teniendo lugar en el país, el fuego de ametralladora comenzó en un campamento militar cercano al Palacio Presidencial de Bamako, justo antes de que otra reunión para tratar la rebelión entre los soldados y Gassama comenzara. Los amotinados citaron la pobre gestión del Presidente Amadou Toumani Touré de la revuelta y el débil equipamiento del Ejército de Malí en su lucha contra los insurgentes como causas para el golpe. Entonces se produjo un lanzamiento de piedras contra el coche del general, forzándole a escapar del campamento. Al finalizar ese día, los soldados entraron en el Palacio Presidencial, forzando a Touré a esconderse.
La mañana siguiente el Capitán Amadou Sanogo, presidente del Consejo Nacional para la Restauración de la Democracia y el Estado (CNRDR), hizo una comparecencia televisada en la que anunciaba que la Junta había suspendido la Constitución de Malí y había tomado control de la nación. El CNRDR serviría como régimen interino hasta que el poder pudiera ser devuelto a un nuevo gobierno elegido democráticamente.
El golpe fue "condenado unánimemente" por la comunidad internacional, incluido el Consejo de Seguridad de Naciones Unidas, la Unión Africana, y la Comunidad Económica de Estados de África Occidental (CEDAO), que anunció el 29 de marzo que el CNRDR tenía 72 horas para ceder el control antes de que las fronteras sin acceso al mar de Malí fueran cerradas por sus vecinos, sus activos fueran congelados por la Unión Económica y Monetaria de África Occidental y los individuos de la CNRDR sufrieran el bloqueo de sus activos y la cancelación de sus permisos de viaje. La CEDEAO y la Unión Africana también suspendieron la membresía de Malí. Estados Unidos, el Banco Mundial y el Banco Africano de Desarrollo suspendieron los fondos de ayuda al desarrollo en apoyo a la reacción de la CEDEAO y de la UA. Kadre Desire Ouedraogo, jefe de comisión de la CEDEAO, afirmó que "la CEDEAO está deseando asistir al país para proteger su integridad territorial, pero no puede hacerlo cuando el poder en vigor en Bamako no es legítimo... Hay tolerancia cero al poder obtenido o mantenido mediante medios inconstitucionales."
El Presidente de Costa de Marfil, Alassane Ouattara, presidente rotatorio de la CEDEAO, afirmó que una vez que un gobierno civil fuera restaurado una fuerza de la CEDEAO de 2.000 solados podría intervenir contra la rebelión. El 1 de abril, el presidente de Burkina Faso, Blaise Compaore, fue nombrado como mediador por la CEDEAO para resolver la crisis. Un acuerdo fue alcanzado entre la Junta y los negociadores de la CEDEAO el 6 de abril, en el cual tanto Sanogo como Touré aceptaban cesar, las sanciones serían levantadas y los amotinados obtendrían la amnistía, pasando el poder al portavoz de la Asamblea Nacional de Malí, Diouncounda Traoré. Tras el comienzo de Traoré, este solicitó "proseguir una guerra total e implacable" contra los rebeldes tuareg hasta que dejaran el control de las ciudades norteñas de Malí.

### Ofensivas renovadas
A partir de la incertidumbre posterior al golpe de Estado, los rebeldes lanzaron una ofensiva con la intención de capturar numerosas ciudades y campamentos militares abandonados por el ejército de Malí. Aunque la ofensiva fue llevada a cabo de modo ostensible tanto por el MNLA como por Ansar Dine, de acuerdo a Jeremy Keenan de la Escuela de Estudios Orientales y Africanos de la Universidad de Londres, la contribución militar de Ansar Dine fue débil: "lo que parece ocurrir es que cuando entran en una ciudad, el MNLA toma la base militar, donde no suele haber mucha resistencia, e Iyad [ag Aghaly] entra en la ciudad y alza su bandera comenzando a ordenar a todo el mundo que aplique la Sharia".
El MNLA tomó la ciudad de Anefis sin luchar la noche del 23 de marzo. Se reportó que el Ejército de Malí había abandonado sus puestos en numerosas aldeas del norte, como consecuencia de la confusión que siguió al golpe de Estado. Un líder militar del MNLA, Coronel Dilal ag Alsherif, dijo que entre las fuerzas armadas de Malí reinaba el "caos" y que el MNLA se estaba aprovechando de la situación profundizando la causa de un Azawad independiente. Realizó esta declaración al tiempo que decía que estaba "muy cerca de Kidal, se podría decir que estoy prácticamente en Kidal", que según él sería su siguiente objetivo. La cabeza de un comité de resistencia en Gao también dijo que se había emitido un "código rojo" de alerta a partir de los informes sobre un ataque inminente. En la ciudad más grande de la región, Tombuctú, un miembro de la milicia de la ciudad dijo que el grupo había estado en contacto con ellos con la intención de tomar el control de la ciudad. Informes el 25 de marzo sugerían que Ansar Dine habría rodeado Kidal. El mismo día en Saina, a 120 kilómetros de Gao, diez milicianos pro gubernamentales fueron asesinados, incluyendo su líder, Amadou Diallo. 
El 30 de marzo, los rebeldes asediaron Kidal, la capital de la región de Kidal. Se informó que Ansar Dine habría entrado en la ciudad desde el sur después de un día de intensos combates. Como resultado de la pérdida de control de la ciudad, Sanogo solicitó a los vecinos de Malí ayuda militar "para salvar a la población civil y la integridad territorial de Malí".
El mismo día, el MNLA tomó el control de las ciudades de Ansongo y Bourem en la región de Gao, a medida que el ejército afirmaba que dejaba sus posiciones en ambas poblaciones para apoyar la defensa de Gao, donde se encuentra el cuartel general del Ejército de Malí en el norte. Se informó de la muerte de un administrador de Bouarem a manos de los rebeldes. Manifestantes en Gao llevaron a cabo protestas en apoyo de la Administración maliense con pancartas con lemas como "paz primero, elecciones después". Nouhou Toure, portavoz de la milicia local Ganda Izo, dijo en respuesta al rechazo de la CEDEAO de ayuda militar que "en contra de la opinión internacional, apoyamos a estas fuerzas porque pueden traer la seguridad aquí, y después la democracia". En la mañana del 31 de marzo, entraron en la ciudad de Gao portando la bandera del Azawad, siendo reportado intenso fuego de armas en el cercano campamento militar, el mayor en el norte de Malí. El Movimiento para la Unicidad y la Yihad en África Occidental también afirmó ser parte de las fuerzas atacantes y de ocupación de Gao.
Aunque el Ejército de Malí utilizó en ese momento helicópteros para responder al ataque, posteriormente abandonaron sus bases alrededor de Gao al final del día. Sonogo dijo que la decisión de retirarse era debida al hecho de que las bases del ejército estaban cerca de áreas residenciales civiles y que querían evitar bajas civiles. Gao tuvo una resistencia mayor dado que la mayor parte de los miembros de la guarnición del ejército de la ciudad eran bámbara, opuestos al grupo predominante en la zona, los tuaregs. No obstante, el MNLA logró tomar el control de la ciudad.
Se informó que los residentes de Gao estaban en un estado de gran confusión, dado que tropas con la bandera tanto del MNLA como de Ansar Dine se paseaban por la ciudad. El mismo día, Associated Press reportó el relato de un refugiado, quien huyó a Níger. Este afirmó que "señales de desunión" habían comenzado a aparecer entre el MNLA y Ansar Dine, incluyendo la retirada de la bandera del MNLA de Kidal. El MNLA anunció entonces que "había terminado la ocupación de Malí de la región de Gao gracias a que había tomado el control de la ciudad". Of the city's two military camps, the MNLA took control of Camp 1, the Malian Army's former operational centre against the rebellion, mientras que Ansar Dine tomaba el control del Campamento 2.
Se informó que una prisión había sido abierta, mientras que los edificios públicos eran saqueados por los civiles. Los rebeldes también fueron acusados de saquear cajas de seguridad de bancos, mientras que Ansar Dine habría comenzado a imponer la Sharia. Las tiendas de la ciudad también cerraron. El primer ministro de Gao Abdou Sidibe dijo que a los residentes de Gao no les era permitido salir de la ciudad.
Se levantaron checkpoints alrededor de Tombuctú a medida que las tropas rebeldes la rodeaban, afirmando entonces el MNLA que buscaba "arrancar la administración política y militar restante de Malí" en la región. Los soldados maliense de orígenes sureños habrían comenzado a evacuar, mientras que los soldados árabes del norte habrían permanecido para defender la ciudad.

### Captura de Tombuctú y Douentza
El día siguiente, los rebeldes comenzaron a atacar las afueras de Tombuctú al amanecer, existiendo informes que reportaban que los soldados gubernamentales habrían desertado al menos de una de las bases. El ataque tuvo lugar mediante el uso de armamento pesado y ligero, que habría sido dejado por los desertores del Ejército regular previamente. Al Jazeera informó de la captura de Tombuctú el día que la CEDEAO impuso el límite de 72 horas para comenzar un gobierno civil. La defensa de la ciudad fue dejada mayoritariamente a las milicias árabes, dado que la mayor parte del Ejército de Malí escapó. Se informó que los rebeldes estarían negociando con la milicia local. Xinhua confirmó la entrada del MNLA en la ciudad.
La BBC informó que el MNLA habría tomado Tombuctú sin combates. Los soldados del MNLA celebraron la victoria portando la bandera del Azawad sobre sus camiones 4x4 por toda la ciudad. La milicia árabe que permaneció se ocultó tras negocios locales protegidos, pero no luchó al MNLA. No se sabe si se unieron a los rebeldes o alcanzaron un acuerdo para dejarles entrar en la ciudad.
El MNLA proclamaría más tarde haber completado la "liberación total" de la región de Tombuctú. En una fecha indeterminada el MNLA reivindicó la captura de Ber. El Coronel basado en Kidal, del Ejército maliense, anunció su defección al MNLA con 500 miembros de sus tropas. Ag Gamou y sus hombres huiría posteriormente a Níger, afirmando Ag Gamou que había pretendido unirse al MNLA solo para salvar a sus hombres. Su regimiento fue desarmado por el ejército Nigerino y ubicado en un campamento de refugiados, aumentando el número de soldados malienses que habrían buscado refugio en Níger hasta más de 1000.
La bandera del MNLA y del Azawad fue vista sobre la gobernación y otras oficinas importantes, así como sobre el principal campamento militar. El primer ministro de Tombuctú, El Hadj Baba Haidara, dijo que los rebeldes "han llegado a la ciudad. Están poniendo su bandera". El portavoz de la rama política del MNLA Hama Ag Mahmoud afirmó: "nuestro objetivo no es ir más allá de las fronteras del Azawad. No queremos crear problemas al Gobierno de Malí, y todavía menos crear problemas en la subregión. No queremos dar a nadie la impresión de que somos fanáticos de la guerra, así que desde el momento en que hemos liberado nuestros territorios, nuestro objetivo ha sido logrado, nos detendremos aquí.". También añadió que el MNLA estaba "abierto a todos... lo que significa que existen negociaciones a través [de la CEDEAO]".
De acuerdo a una fuente del Ejército de Malí, un convoy de 10 vehículos con miembros de Ansar Dine entró en la ciudad y se vio su bandera sobre el campamento militar de Cheikh Fort Sidi Elbakaye. Esto ocurrió a pesar de la llegada original del movimiento secular del MNLA. Los residentes de Tombuctú parecían "inquietos" como consecuencia del estatus internacional de la ciudad como destino turístico desde que fue citado por guías como Lonely Planet. El 2 de abril, se reportó que Ansar Dine se habría vuelto contra el MNLA, echándolo de Tombuctú y quemando sus banderas. No obstante, el MNLA emitió un comunicado en el que rechazaba las informaciones de los medios de comunicación sobre la posibilidad de que hubiera sido expulsado de Tombuctú y acusó a AFP de llevar a cabo la desinformación.
La velocidad con que fueron capturadas grandes ciudades fue leída como consecuencia de la inestabilidad en Bamako al tener la Junta las manos atadas entre los rebeldes y la amenaza de sanciones económicas por la CEDEAO y otros. En reacción a la captura de Tombuctú, Francia también aconsejó a sus ciudadanos que dejaran la ciudad si no tenían obligaciones "esenciales". Mientras las tropas de la CEDEAO se mantenían en stand-by para su primera intervención en un país miembro, Sanogo dijo: "hoy estamos comprometidos a restaurar la Constitución de 1992 y todas las instituciones de la República. Sin embargo, dada la crisis multidimensional a la que nos enfrentamos, necesitaremos un período de transición para preservar la unidad nacional. Comenzaremos conversaciones con todas las entidades políticas para poner en marcha un cuerpo de transición que supervise unas elecciones libres y transparentes en las que nosotros no tomaremos parte". La CEDEA también comenzó sanciones contra Malí, congelando sus activos y cerrando sus fronteras. Este último movimiento cortó efectivamente el suministro de petróleo al país.
Se informó que Taoudenni habría sido también objetivo de los rebeldes "islamistas". En la tarde del 2 de abril, el MNLA habría tomado Douentza y otras poblaciones vecinas. Posteriormente se informaría que Douentza estaba bajo el control del MNLA, quien anunciaría que esta sería la última captura en la región que reivindicaría.

### Declaración de independencia y escalada de tensiones
Tras la caída de Douentza, entre reportes sobre tensiones entre secularistas e islamistas en Tombuctú y Gao, el MNLA llamó a la comunidad internacional a proteger lo que demonan el Azawad. Sin embargo, otros estados africanos y diferentes organizaciones internacionales rechazaron la partición de Malí. El día antes el Consejo de Seguridad de las Naciones Unidas llamó a poner fin a las hostilidades. El ministro de Asuntos Exteriores francés, Alain Juppe, dijo que "no habrá una solución militar con los tuaregs. Debe haber una solución política". Juppe hizo referencia al MNLA como un interlocutor creíble en el diálogo en marcha entre París y diferentes faccions en disputa en Malí, reconociéndole un carácter diferenciado de Ansar Dine y Al Qaeda en el Magreb Islámico, grupos que dejó fuera de las negociaciones.
El 5 de abril, islamistas, posiblemente de AQMI y MUJAO, entraron en el consulado argelino en Gao y tomaron rehenes. El MNLA era reacio a asltar el edificio por el peligro de los rehenes. Se informó que dos militantes portaban cinturones con explosivos. El portavoz del MNLA, Hama Ag Sid'Hamed, afirmó que el MNLA había dado un ultimátum a Ansar Dine y AQMI para dejar Tombuctú el viernes. Dijo que una de las tres milicias presente en Tombuctú era una célula de AQMI, y elevó su número de integrantes a 146. Argelia informó que siete de sus funcionarios (cónsul, vicecónsul, Adjunto para la Sociedad Civil, dos personas de Comunicación, un miembro de Seguridad así como el representante de la Comunidad Argelina en Gao) habían sido secuestrados en el Consulado. El 7 April, el MNLA y Argelia comenzaron a coordinar sus políticas en relación con los secuestrados tomados por los islamistas.
El 8 de abril, un portavoz del MNLA anunció que los rehenes argelinos secuestrados por los islamistas habían sido liberados. De acuerdo al periódico argelino El Watan, Mokhtar Belmokhtar sería directamente responsable de la operación con sus hombres y algunos elementos de Ansar Dine. El líder de Ansar Dine, Iyad Ag Ghaly, que tiene vínculos con él, fue obligado por el MNLA a liberar a los rehenes sin derramamiento de sangre. Un comandante del MNLA dijo que el movimiento había decidido desarmar a otros grupos armados. Posteriormente, no resultó claro si los secuestrados habían sido liberados o no.
El día 8 de abril, el MNLA mantenía a 400 soldados prisioneros capturados durante el conflicto. Los prisioneros sufrían de falta de higiene y un comandante del MNLA afirmó que ni el Gobierno de Bamako ni las organizaciones humanitarias se estarían preocupando de ellos.
Un testigo afirmó en Gao que un hombre armado, presuntamente del MNLA, habría sido ejecutado por los islamistas cuando intentó robar un autobús. Otro residente dijo que el MNLA había establecido un control prácticamente total sobre la ciudad.
Un nuevo grupo armado, independiente del MNLA y de Ansar Dine, fue creado por el desertor del Ejército de Malí Housseine Khoulam. El nuevo grupo estaría basado en la región de Tombuctú y afirma disponer de 500 soldados armados. El grupo se denomina Front de liberation national de l'Azawad (FLNA, "Frente Nacional de Liberación del Azawad") y está formado por árabes. Por otra parte, testigos en Gao reportaron también la presencia de alrededor de 100 miembros del grupo islamista nigeriano Boko Haram.
Ansar Dine sería responsable de incendiar la tumba de un santo sufí, un lugar declarado Patrimonio de la Humanidad, el 4 de mayo en Tombuctú. El grupo también impidió que un convoy humanitario que llevaba ayuda médica y alimentaria llegara a Tombuctú el 15 de mayo, objetando la presencia de mujeres en el comité de bienvenida establecido por los residentes de la ciudad. Tras negociaciones, el convoy fue liberado al día siguiente. En Gao, se informó que el grupo habría prohibido los videojuegos, la música maliense y occidental, los bares y el fútbol.
El MNLA mantuvo enfrentamientos con manifestantes en Gao el 14 de mayo, siendo informado que habrían herido a cuatro y matado a uno de ellos. El día siguiente, Amnistía Internacional publicó un informe en el que alegaba que combatientes del MNLA y de Ansar Dine estarían "provocando disturbios" en el norte de Malí, documentando casos de violación en grupo, ejecuciones extrajudiciales y el uso militar de niños tanto por los grupos tuareg como por los islamistas.
El 6 de junio, unos 500 residentes de Kidal, en su mayoría mujeres y niños, protestaron contra la imposición de la Sharia en la ciudad y en apoyo al MNLA, protestas que fueron violentamente reprimidas y dispersadas por miembros de Ansar Dine, uno de los cuales (Mohamed Ag Mamoud, un combatiente) acusó al MNLA de manipular a los manifestantes. La noche del 8 de junio, el MNLA y Ansar Dine mantuvieron combates en la ciudad con armas automáticas, falleciendo dos personas en la escaramuza. Como consecuencia de la conformación étnica de las dos organizaciones, tribus Taghat Melet y Idnane en el MNLA e Ifora en Ansar Dine, el periodista maliense Tiegoum Boubeye Maiga explicó a AFP que "la crisis se está volviendo tribal. Tras haber combatido al Ejército de Malí juntos... los dos grupos están luchando ahora sobre una base tribal. Es muy peligroso". El 25 de junio, comenzaron combates en Gao entre el MNLA y los islamistas MUJAO. El MUJAO tomó el control del Palacio del Gobernador y de la residencia del Secretario General del MNLA, Bilal Ag Acherif, así como 40 combatientes del MNLA como prisioneros. Ag Acherif fue herido en el combate y fue evacuado a un país vecino para recibir tratamiento.
A primeros de junio, el presidente de Níger Mahamadou Issoufou afirmó que yihadistas afganos y pakistaníes estarían entrenando a los rebeldes islamistas del Azawad.

### Julio
Durante los primeros días de julio, siete de los mausoleos de Tombuctú clasificados algunos días antes como patrimonio de la humanidad por la UNESCO fueron destruidos por combatientes de Ansar Dine.

### Agosto
En agosto de 2012, los islamistas del Movimiento para la Unicidad y la Yihad en África Occidental proclaman la prohibición de difundir cualquier tipo de música profana en las radios privadas existentes en el norte de Malí.
Hacia finales de agosto, los islamistas avanzan hacia el sur, tomando Douentza, último bastión en manos de los tuaregs hasta ese momento, a partir del cual todo Malí septentrional pasa a quedar bajo control islamista radical.

## Petición de Malí para intervención francesa en el conflicto
El 11 de enero de 2013 el presidente Francois Hollande desplegó fuerzas francesas para ayudar a los militares a combatir a los islamistas vinculados con al-Qaeda, nueve meses después de que se apoderaron del norte del país africano en 2012 y con motivo de detener el avance de los islamistas hacia el sur del país africano. Así lo hizo y señaló que «la intervención se haría estrictamente como lo señalan las normas del Consejo de Seguridad de las Naciones Unidas y en conjunto con los socios regionales e internacionales». La intervención francesa finalizó en julio de 2014, tras haber obtenido las fuerzas francesas y el gobierno de Malí en conjunto, el control de la mayor parte del territorio maliense. Esta intervención fue reemplaza por la Operación Barkhane.

## Situación de los derechos humanos
El 3 de abril, grupos armados saquearon 2.354 toneladas de comida del almacén del Programa Mundial de Alimentos (PAM) de Naciones Unidas en Kidal, Gao y Tombuctú, provocando que el PAM suspendiera sus operaciones en el norte de Malí. Otros objetivos del saqueo incluyeron hospitales, hoteles, oficinas gubernamentales, oficinas de la ONG Oxfam así como las oficinas y almacenes de otras organizaciones humanitarias. El PAM también afirmó que 200.000 personas habían huido hasta el momento de los combates, prediciendo que el número aumentaría. Se reportó que Ansar Dine habría intervenido contra los saqueadores. El portavoz del CRNDR, Amadou Konare, reivindicó que "mujeres y niñas habían sido secuestradas y violadas por los nuevos ocupantes, quienes estaban imponiendo su propia ley". El 6 de abril, Amnistía Internacional lanzó una alerta, avisando de que Malí estaba "al borde de un gran desastre humanitario".
El responsable del Institut fondamental d'Afrique noire, Hamady Bocoum, afirmó que la violencia podría amenazar los tesoros históricos de Tombuctú. "Manuscritos únicos han sido conservados durante siglos en Tombuctú, una ciudad académica con 333 santos, donde prácticamente cada hogar forma parte del patrimonio, es una biblioteca. Creo que existen serios riesgos de que esos manuscritos [puedan ser vendidos o destruidos] por los recién llegados. Esos manuscritos han sobrevivido a través de los tiempos gracias a un orden secular, en un área donde el comercio de todos los pueblos de la región coincide. Con la llegada de los islamistas, ese orden secular se ha roto, la cultura está en peligro". La directora general de la UNESCO, Irina Bokova, también añadió que "las maravillas arquitectónicas de Tombuctú que son las Grandes Mezquitas de Djingareyber, Sankore y Sidi Yahia deben ser salvaguardadas. [Tombuctú es] esencial para la preservación de la identidad del pueblo de Malí y para el patrimonio universal." La BBC también mencionó otros 16 cementerios que formarían parte de una lista a preservar. Un propietario de una biblioteca particular afirmó que temía por la inseguridad de su colección de manuscritos.
Se informó que Ansar Dine había saqueado bares y establecimientos donde se servía alcohol, al tiempo que prohibía la emisión de música occidental. La mayor parte de los hoteles de la ciudad fueron vaciados o cerrados, quedando la industria turística reducida a la nada. Informaciones similares sobre el cambio de la música por rezos fue reportada en Kidal, mientras que en Gao, las tiendas e iglesias fueron saqueadas. Se informó que Ansar Dine habría puesto la cabeza de un soldado muerto en una pica en una base militar que habría mantenido brevemente, antes de que el MNLA la tomara.
Una de las principales figuras de AQMI, Mokhtar Belmokhtar, fue visto con Ansar Dine en Tombuctú, donde los islamistas amenazaron con decapitar a los saqueadores jóvenes, mientras que el líder del MNLA Mohamed Ag Najem habría instalado su base en el aeropuerto de Tombuctú. Un comandante del MNLA en Gao dijo que Ansar Dine llegaba tras la batalla para beneficiarse del desorden y la confusión, pero que los dos grupos no estarían cooperando. En general, desde mediados de mayo se informó que se estaba imponiendo la islamización o Ley Islámica en la región septentrional de Malí.

### Dimensión étnica y rol de las milicias étnicas
A pesar de que el MNLA reivindicó encarnar la representación de todos los grupos étnicos del Azawad, parece que en la práctica la totalidad de sus miembros eran tuaregs, los cuales vieron en la rebelión una posibilidad de establecer un estado independiente en el que los tuaregs del norte de Malí dejarían de ser ignorados y subyugados.
Por otra parte, los demás grupos étnicos que residen en el Azawad, tanto los árabes como diferentes grupos negros como los fulani o los songhay, fueron mucho menos entusiastas sobre el alzamiento. Hacia el final de la primavera de 2012, estos comenzaron a formar sus propias milicias, con frecuencia basadas en términos étnicos. Los árabes, hostiles al concepto de "gobierno tuareg" ya fuera secular o islamista, formaron el FNLA, milicia que adoptó posturas seculares, no secesionistas y no islámicas, y reivindicó luchar "por la liberación de Tombuctú y la independencia de nuestro territorio". Los songhay y fulani, o al menos los elementos más radicales de sus comunidades, ya habían formado milicias para representar sus intereses incluso antes de 2012, uniéndose las dos más importantes entre ellas, Gando Iso y Ganda Koy, para formar el Frente Nacional para la Liberación del Norte de Malí el 28 de marzo de 2012.
Gando Koy, la más antigua de las dos milicias, fue formada en los años noventa, con la intención original de proteger a la población sedentaria y seminómada (principalmente parte de los grupos étnicos negros) del bandidaje cometido presuntamente por los grupos nómadas, tanto tuaregs como árabes. Logró notoriedad en 1994 cuando masacró a 53 morabitos árabes y tuaregs cerca de Gao. En sus primeros momentos, estuvo compuesta principalmente por antiguos soldados y se presume que contó con apoyo del aparato militar maliense. Posteriormente, sin embargo, el Gobierno de Malí buscó distanciarse del movimiento tras los asesinatos étnicos de tuaregs y árabes. En la primera década del siglo XXI, el presidente Touré atacó de modo continuado a este movimiento con detenciones repentinas de sus líderes, y en 2008 el Gobierno central bloqueó un intento de Gando Koy de participar en el proceso político. Ganda Iso se formó en 2008 por Seydou Cissé, quien afirmó el año siguiente que "no teníamos otra opción que crear Ganda Iso. Cada comunidad tiene su propia milicia. Y para ser temido, necesitábamos nuestra propia milicia". Pronto comenzó a desplegar características similares a las de Ganda Koy, incluida la masacre de tuaregs y árabes civiles desarmados. No obstante, Cissé, que lideraba el brazo civil del movimiento, se distanció personalmente del comportamiento de Ahmadou Diallo, líder militar, diciendo que Diallo (quien era fula) había sido controlado por elementos fula en Níger y que luchaba por su interés económico personal antes que por la "seguridad" pretendida por el movimiento. Como Ganda Koy, Ganda Iso fue perseguido por el Gobierno de Touré. No obstante, tras el golpe de Estado que quitó a Touré del poder, se cree que la nueva junta militar ha recuperado el apoyo tanto para Ganda Koy como para Ganda Iso, quienes se unieron a finales de la primavera de 2012.
El 4 de abril de 2012, surgió un rival "no racista" a estos grupos, la "Coalición para el Pueblo del Norte de Malí", con el objetivo de restaurar la ley maliense en la región, y estando formada por antiguos administradores y gobernantes de la región.
A comienzos del verano de 2012, el ascenso del islamismo radical bajo la bandera de Ansar Dine y Al Qaeda hizo que los secularistas de los diferentes grupos se unieran contra un enemigo común, formando milicias de guerrilla locales dirigidas a expulsar a los islamistas del poder. Songhay y tuaregs de Tombuctú se unieron a comienzos de junio para formar el MPRLT, anunciando su lucha hasta expulsar a los islamistas de la ciudad.

## Negociaciones
A principios de febrero de 2012, se mantuvieron conversaciones en Argel entre el ministro de Relaciones Exteriores de Malí, Soumeylou Boubeye Maiga, y un grupo rebelde tuareg conocido como Alianza para el Cambio 23 de mayo de 2006. El acuerdo estableció un alto el fuego y la apertura de un diálogo. Sin embargo, el MNLA rechazó el acuerdo y dijo que no estaba representado en estas conversaciones.
El Presidente de Malí, Touré, estableció un plazo para sofocar la rebelión en el norte diciendo que los militares debían ganar antes de las elecciones presidenciales de abril de 2012. El ejército maliense anunció que el MNLA había retrocedido cerca de Kidal con el uso de helicópteros. Sin embargo, en febrero los residentes que viven en el norte dijeron que la elección no podría ocurrir mientras faltara la seguridad. No obstante, Malí estaba bajo presión internacional para que no obstaculizara el proceso electoral, por lo que Touré dijo que la elección se llevaría a cabo. El Presidente de la Asamblea Nacional y candidato en las elecciones, Dioncounda Traore, también advirtió que un fracaso para seguir adelante con la elección podría llevar a un golpe de Estado.
El 24 de marzo, Amadou Sanogo, líder del Comité Nacional para la Restauración de la Democracia y el Estado, anunció su intención de establecer conversaciones de paz con el MNLA. Se informó que las negociaciones estarían tomando lugar en Níger. El francés Henri de Raincourt dijo más tarde que el MNLA estaba en conversaciones con el gobierno bajo los auspicios de la CEDEAO en Burkina Faso.